# Josephine Brunsvik

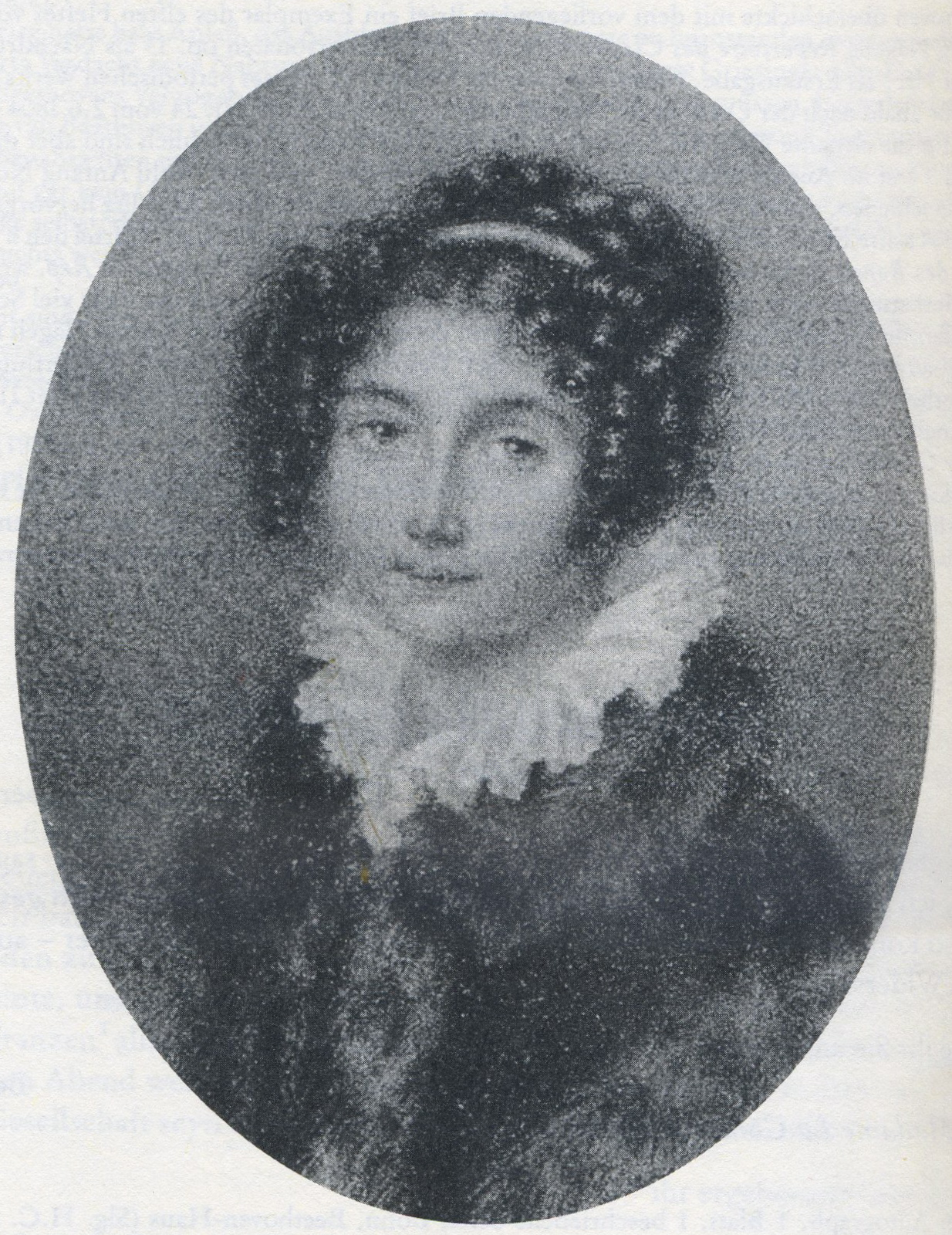
Gräfin Josephine Brunsvik als Gräfin Deym, unbezeichnete Bleistift-Miniatur, vor 1804

Gräfin Josephine Brunsvik de Korompa, 1799–1810 Josephine Gräfin Deym von Stritetz, ab 1810 Baronin von Stackelberg, (* 28. März 1779 in Preßburg; † 31. März 1821 in Wien) war eine Angehörige des ungarischen Adelsgeschlechts Brunsvik. Sie war eine der zentralen Frauengestalten im Leben Ludwig van Beethovens, der ihr in den Jahren 1804 bis 1810/11 mindestens vierzehn zum Teil leidenschaftliche Liebesbriefe schrieb, in denen er sie unter anderem als „Engel“, „mein Alles“ und als seine „einzig Geliebte“ bezeichnete und ihr „ewige Treue“ schwor. Da sie „die einzige Frau [ist], die Beethoven nachweislich anhaltend und leidenschaftlich geliebt hat“, hält eine Reihe von Musikwissenschaftlern Josephine auch für die Adressatin des berühmten dreiteiligen Briefes an die „Unsterbliche Geliebte“ vom 6./7. Juli 1812. Ein endgültiger Nachweis dieser Hypothese konnte jedoch bisher nicht erbracht werden.

## Kindheit und erste Ehe
Josephines Brunsviks Vater Anton Brunsvik (1745–1793) starb im Alter von 47 Jahren und hinterließ seine Frau Anna, geb. Freiin Wankel von Seeberg (1752–1830) und vier Kinder: Therese (1775–1861), Franz (1777–1849), Josephine und Charlotte (1782–1843). Die Familie lebte in einem Schloss in Martonvásár bei Budapest.
Die Kinder genossen eine Ausbildung durch private Lehrer, studierten Sprachen und klassische Literatur. Alle vier erwiesen sich als talentierte Musiker: Franz wurde ein guter Cellist, die Mädchen zeichneten sich am Klavier aus – besonders Therese. Alle bewunderten die Musik von Ludwig van Beethoven, der sich während der 1790er-Jahre als Pianist in der österreichischen Hauptstadt Wien etabliert hatte. Franz widmete er später die f-Moll-Klaviersonate op. 57 (Appassionata), Therese die Fis-Dur-Sonate op. 78.
Am 3. Mai 1799 brachte Anna Brunsvik ihre beiden Töchter Therese und Josephine nach Wien, wo Beethoven ihnen Klavierunterricht erteilte. Über die erste Bekanntschaft der beiden Schwestern mit Beethoven schrieb Therese Brunsvik Jahrzehnte danach als hochbetagte Frau in ihren Memoiren: „Der Unsterbliche, liebe Louis van Beethoven war sehr freundlich und so höflich, als er sein konnte ... Er kam fleißig, blieb aber statt einer Stunde von 12, bis oft 4 bis 5 Uhr ... Der Edle muß selber zufrieden gewesen sein, denn durch 16 Tage blieb er nicht ein einziges Mal aus.“ Wie mehrere andere Männer muss sich auch Beethoven auf den ersten Blick in Josephine Brunsvik verliebt haben. Ungefähr sechs Jahre nach dem ersten Zusammentreffen gestand er ihr, er habe damals seine spontane Liebe zu ihr unterdrücken müssen. Sie selbst schrieb ihm – ebenfalls später, in ihrer Witwenzeit – von ihrer „enthousiastische[n] Seele“ für ihn, noch bevor sie ihn persönlich kennengelernt hatte.
Auf Drängen der Mutter, die für ihre Tochter einen wohlhabenden Gatten von gleichem Rang wünschte, heiratete Josephine Brunsvik am 29. Juli 1799 in Martonvásár den erheblich älteren Grafen Joseph von Deym (* 4. April 1752 in Wognitz in Böhmen; † 27. Januar 1804 in Prag), der sich bei ihrer ersten Begegnung in Wien am 5. Mai 1799 ebenfalls sofort in sie verliebt hatte. Der „Hofstatuarius“ Deym besaß in Wien am Rothen Turm ein großes Galeriegebäude, dessen zahlreiche Säle angefüllt waren mit Gips- und Wachsabgüssen berühmter antiker Statuen aus Italien, die Deym während seiner dortigen Aufenthalte selbst abgenommen hatte. Nach anfänglichen, überwiegend finanziellen Schwierigkeiten entwickelte sich die Deym-Ehe trotz des erheblichen Altersunterschiedes zu einer glücklichen Beziehung.
Beethoven blieb als regelmäßiger „standhafter Besucher der jungen Gräfin“ weiterhin Josephines Klavierlehrer und gab ihr unentgeltlich Unterricht. Für Deym komponierte er Stücke für eine Spieluhr. Außerdem wirkte er mit bei einer Reihe von Hauskonzerten im Deymschen Palais, bei denen viele seiner neuesten Kompositionen – wie die meisten Violinsonaten und vermutlich u. a. die Klaviersonaten op. 31/1 und 2 – aufgeführt wurden.
In ihrer kurzen Ehe mit Deym gebar Josephine Deym von Stritetz vier Kinder:
- Victoire (Vicky) (* 5. Mai 1800 in Wien; † 2. Februar 1823 in Wien)
- Friedrich (Fritz) (* 3. Mai 1801 in Wien; † 23. Januar 1853 in Wien)
- Carl (* 27. Juli 1802 in Nußdorf ob der Traisen; † 18. Mai 1840 in Nagysurány)
- Josephine (Sephine) (* 24. Februar 1804 in Wien; † 25. Juni 1821 in St. Pölten).[13]

Während sie noch mit Sephine schwanger war, starb Graf Deym plötzlich am 27. Januar 1804 in Prag an einer Lungenentzündung. Bevor er starb, übertrug er seiner Frau testamentarisch die Vormundschaft über die Kinder und das Vermögen. Kurze Zeit nach Deyms Tod empfing der Kaiser in Wien die junge Witwe mit ihren älteren Kindern und tröstete sie: „Weinen Sie nicht, Ihre Kinder sind meine Kinder!“

## Witwenstand
Den Sommer 1804 verbrachte die verwitwete Josephine Deym von Stritetz zusammen mit ihrer Schwester Charlotte in einer Landwohnung in Hietzing beim Schönbrunner Schlosspark. Dort erkrankte sie schwer an einem Nervenfieber, wodurch sie in die Stadt zurückkehren musste. Nachdem sich ihre Gesundheit im Winter wieder gefestigt hatte, kam Beethoven immer häufiger zum Unterricht zu ihr, gegen Ende November bereits alle zwei Tage, und es entwickelte sich zwischen beiden eine immer engere Beziehung.
Zwischen 1804 und 1809 schrieb Beethoven Josephine eine Reihe leidenschaftlicher Liebesbriefe, von denen insgesamt vierzehn erhalten sind. 1957 wurden dreizehn von ihnen veröffentlicht; ein weiteres Fragment, das nur in einer Abschrift Josephines Deym von Stritetz erhalten ist, kam später hinzu. Alle diese Briefe weisen in Ton und Wortwahl deutliche Übereinstimmungen mit Beethovens berühmtem Brief an die „Unsterbliche Geliebte“ vom Juli 1812 auf. Dass diese Liebe nicht einseitig blieb, zeigen unter anderem Ausschnitte aus einem Brief Josephines, in dem sie ihm „den Besitz des edelsten ihres Ich’s“ zusicherte und aus einem weiteren Brief von ihr, wahrscheinlich 1805: „Mein Herz haben Sie schon längst, lieber Beethoven, wenn Ihnen diese Versicherung Freude machen kann, so empfangen Sie sie – Aus dem reinsten Herzen“. Beethoven schrieb ihr im selben Jahr: „Lange – lange – Dauer – möge unsrer Liebe werden – sie ist so edel – auf wechselseitige Achtung und Freundschaft gegründet ...  o laßen sie mich hoffen, daß ihr Herz lange – und für mich schlagen werde – das meinige kann nur – aufhören zu schlagen – wenn es gar nicht mehr schlägt“. In dieser Zeit schrieb Beethoven für sie das Lied An die Hoffnung op. 32 sowie ein lyrisches Menuett, das Andante favori WoO 57 für Klavier (ursprünglich der zweite Satz der Waldsteinsonate op. 53), dessen Anfangsmotiv nach Auffassung von Massin und Harry Goldschmidt den Namen „Jo-se-phi-ne“ skandiert.
Die Liebe zwischen Beethoven und Josephine Deym von Stritetz, die beide geheim zu halten trachteten, wurde allerdings von Beginn an von der standesbewussten Familie Brunsvik äußerst misstrauisch beäugt. Je länger die Verbindung andauerte, desto größer wurde der Druck auf Josephine Deym von Stritetz, die Beziehung zu Beethoven zu beenden. Josephine selbst setzte dem stürmischen Drängen Beethovens Grenzen, da ihr bewusst war, dass es ihr nicht zuletzt aus juristischen Gründen unmöglich war, den nichtadligen Beethoven zu heiraten: Da nach damaligem Recht die Frau mit der Heirat ihrem Ehegatten in seinen Stand folgte, hätte sie ihren Adel aufgeben müssen und damit die Vormundschaft über ihre adligen Kinder verloren. Dies teilte sie Beethoven indirekt auch mit; im Winter 1806/07 schrieb sie ihm fast verzweifelt: „Dieser Vorzug, den Sie mir gewährten, das Vergnügen Ihres Umgangs, hätte der schönste Schmuck meines Lebens seyn können liebten Sie mich minder sinnlich – daß ich diese Sinnliche Liebe, nicht befriedigen kann – zürnen Sie auf mich – Ich müßte heilige Bande verletzen, gäbe ich Ihrem Verlangen Gehör – Glauben Sie – daß ich, durch Erfüllung meiner Pflichten, am meisten leide – und daß gewiß, edle Beweggründe meine Handlungen leiteten.“
Im Herbst 1807 gab Josephine Deym von Stritetz schließlich dem Druck ihrer adligen Familie nach und zog sich von Beethoven zurück: Sie ließ sich nur noch verleugnen, wenn er sie besuchen wollte. Auf diese Beethoven äußerst kränkende und traumatisierende Erfahrung könnte sich die Passage „… doch nie verberge dich vor mir“ in seinem späteren Brief an die „Unsterbliche Geliebte“ vom Juli 1812 beziehen.

## Zweite Ehe
Um einen geeigneten Lehrer für ihre beiden schulpflichtigen Söhne zu finden, begab sich Josephine Deym von Stritetz im Sommer 1808 zusammen mit ihrer Schwester Therese und den beiden Söhnen Fritz und Carl auf eine längere Reise, unter anderem nach Yverdon, wo sie den berühmten Pädagogen Johann Heinrich Pestalozzi traf. Dort lernte sie auch den estländischen Baron Christoph von Stackelberg (4. Dezember 1777, Reval – 7. November 1841, Reval) kennen, der sich anbot, die vier bei ihrer Rückkehr nach Ungarn über Genf, Südfrankreich, Oberitalien und Kroatien zu begleiten. Als die kleine Reisegruppe im Dezember 1808 in Genf angekommen war, wurde Josephine Deym von Stritetz plötzlich schwer krank. Aus späteren Tagebuchnotizen von Therese und einem Brief von Stackelberg aus dem Jahre 1815 lässt sich schließen, dass sich Josephine Deym von Stritetz damals Stackelbergs Annäherungsversuchen ergab: Als die beiden Schwestern und Josephines Söhne im Sommer 1809 zusammen mit Stackelberg nach Ungarn zurückkehrten, war sie schwanger. Baron Stackelberg – Ausländer von niederem adligen Rang und Protestant – wurde von den standesbewussten Brunsviks abgelehnt. Josephines Deym von Stritetz erstes Kind mit Stackelberg war
- Maria Laura, * (?) Dezember 1809 in Waitzen (heute Vác), † 7. Januar 1843 in Hosszúfalu (Langendorf, Siebenbürgen).

Das Kind kam unehelich zur Welt. Nur mit Widerwillen gab Mutter Anna Brunsvik schließlich ihr schriftliches Einverständnis zur Heirat, nicht zuletzt auch, weil Stackelberg bereits mehrfach gedroht hatte, anderenfalls die Erziehung der Kinder Deyms einzustellen. Josephine Deym von Stritetz’ Heirat mit Stackelberg fand am 13. Februar 1810 in Gran statt. Die Ehe war von Beginn an unglücklich. Das zweite Kind aus dieser Ehe,
- Theophile, * 30. November 1810 in Wien,[8] † 6. September 1828 in Reval,

kam neun Monate nach der Hochzeit zur Welt. Danach wurde Josephine abermals krank. Für das Jahr 1811 ist belegt, dass sie Wert darauf legte, nicht mehr im selben Zimmer mit Stackelberg zu übernachten. Zudem hatten beide starke Meinungsverschiedenheiten, was die Erziehung der Kinder anging. Zum Zusammenbruch der Ehe und zum vollständigen finanziellen Ruin führte schließlich der Kauf einer großen Herrschaft am 22. Mai 1810 in Witschapp und Lessonitz in Mähren. Das Ehepaar, das die Herrschaft am 1. Juli 1810 übernahm, war nicht in der Lage, die Kaufsumme von 2.000.000 Gulden vollständig zu finanzieren; nach Inflationsverlusten und einem durch alle Instanzen gefochtenen, schließlich aber verlorenen Rechtsstreit gegen die Besitzerin der Ländereien sah sich Josephine um den Großteil ihres Vermögens gebracht.

## 1812
Nach zahlreichen nervenaufreibenden Auseinandersetzungen zwischen den Eheleuten verließ Stackelberg wahrscheinlich im Juni 1812 Frau und Familie, obwohl sich Josephine in großen finanziellen Schwierigkeiten befand. Stackelberg wollte nach der Trennung angeblich Trost im Gebet finden. Kürzlich entdeckte Tagebucheinträge Josephines, mutmaßlich vom Juni 1812, zeigen, dass sie vorhatte, nach Prag zu reisen. Von diesem Zeitpunkt an gibt es in Josephines Aufzeichnungen und denen ihrer Schwester Therese signifikante Lücken. Möglicherweise wurden einige Seiten später von fremder Hand entfernt. In Josephines Tagebuch jedenfalls sind „vier Blätter säuberlich mit einer Schere herausgeschnitten.“ Die überlieferten Aufzeichnungen setzen erst zwei Monate später wieder ein.
Unterdessen reiste Beethoven von Wien nach Prag, wo er am 3. Juli 1812 jene Frau traf, die er in seinem berühmten, am 6./7. Juli 1812 in Teplitz geschriebenen Brief seine „Unsterbliche Geliebte“ nennt.
Es scheint so, dass es im Spätsommer 1812 Josephines Hauptanliegen war, die Vormundschaft über ihre vier Deym-Kinder zu behalten. Vermutlich in dieser Zeit gelang es ihr, einen neuen modus vivendi mit ihrem inzwischen offenbar wieder zurückgekehrten Ehemann auszuhandeln. Stackelberg setzte allerdings in diesem neuen Ehevertrag durch, dass er Josephine jederzeit verlassen konnte, falls sie den Vertrag nicht einhalten sollte. Möglicherweise tat er dies auch später im Zusammenhang mit der Geburt von Josephines siebtem Kind,
- Theresia Cornelia (genannt Minona), * 8. April 1813 in Wien, † 21. Februar 1897 in Wien,

das genau neun Monate, nachdem Beethoven in Prag seine „Unsterbliche Geliebte“ getroffen hatte, auf die Welt kam. Es ist daher immer wieder die These aufgestellt worden, dass nicht Stackelberg, sondern Beethoven Minonas leiblicher Vater war. (Interessanterweise lautet der Name Minona rückwärts gelesen ‚Anonim‘).

## Beethovens „Unsterbliche Geliebte“?
Gewichtige Gründe sprechen dafür, dass nicht Josephine, sondern Antonie Brentano Beethovens „Unsterbliche Geliebte“ war. Insbesondere fehlt ein konkreter Beleg dafür, dass Josephine Wien in der fraglichen Zeit verließ, um über Prag nach Karlsbad zu reisen, wo sich die Adressatin des Briefes zu dieser Zeit aufhielt:
1. Josephine wird nicht in einem Verzeichnis der Wiener Polizei genannt, in der alle aus Wien Abreisenden im Zeitraum 28. Juni bis 4. Juli 1812 aufgeführt sind. Beethoven verließ Wien demnach am 29. Juni um 4 Uhr früh; Antonie Brentano reiste am 1. Juli 1812 um 2 Uhr früh ab.[49]
2. Josephine erscheint 1812 nicht in den Fremdenlisten der Prager Oberpostamts-Zeitung, in der zahlreiche Prag-Besucher, insbesondere Adlige, erwähnt wurden. Genannt sind dort Beethoven, der am 1. Juli in Prag eintraf, und Antonie Brentano, die am 3. Juli ankam.
3. Josephine erscheint 1812 weder in den Karlsbader Kurlisten noch in denen von Franzensbad, auch nicht in den polizeilichen Meldeprotokollen von Karlsbad. Dies trifft gleichfalls nur für Antonie Brentano zu, die am 5. Juli in Karlsbad eintraf.

## Trennung
Nach einer längeren Trennung, deren genauer Zeitraum noch nicht ermittelt wurde, erschien Stackelberg im Mai 1814 wieder, um seine Kinder – einschließlich Minona – ins Baltikum zu bringen. Josephine widersetzte sich, worauf Stackelberg die Polizei auf den Plan rief und die drei Kleinkinder wegen angeblicher Verwahrlosung gewaltsam an sich riss. Wie sich später herausstellte, nahm Stackelberg die Kinder jedoch nicht zu sich nach Livland, sondern gab sie bei einem Geistlichen in Böhmen in Obhut.
Josephine, allein und immer mehr kränkelnd, stellte im September 1814 einen dubiosen Mathematiklehrer namens Karl Eduard von Andrehan-Werburg (genannt: Andrian) ein. Sie verfiel dessen charismatischem Einfluss, wurde schwanger und gebar im Herbst 1815 versteckt in einer Hütte ihr achtes Kind,
- Emilie, * 16. September 1815 in Gießhübl(?)/Wienerwald, † 6. September 1817 in Wien.[53]

Ende April 1815 war Stackelberg, der durch den Tod eines Bruders eine Erbschaft gemacht hatte, erneut in Wien aufgetaucht, um Josephine auf seine livländischen Güter mitzunehmen. Aufgrund ihrer Schwangerschaft, die Stackelberg offenbar unbekannt blieb, und ihrer Verpflichtungen gegenüber ihren Deym-Kindern wollte sie ihm jedoch nicht folgen, zumal ihre Ehe weitgehend zerstört war. Stackelberg schrieb Josephine einen langen Brief, in dem er aus seiner Perspektive ein sehr ambivalentes Bild von ihrem Charakter zeichnete.
Kurz nachdem Josephine ihr letztes Kind, Emilie, zur Welt gebracht hatte, kündigte sie deren Vater Andrian die Stelle als Hauslehrer. Andrian nahm daraufhin seine Tochter mit und zog sie alleine auf. Zwei Jahre später, am 6. September 1817, starb Emilie an Masern. Die Kette dramatischer Ereignisse riss nicht ab: Am 29. Dezember 1815 schrieb ein Dechant Franz Leyer aus Trautenau (Trutnov) Josephine, er habe ihre drei kleinen Töchter in seinem Gewahrsam, Stackelberg habe jedoch seit langem kein Geld mehr geschickt. Josephine und Therese – glücklich, nach fast zwei Jahren wieder etwas von den Kindern zu hören – legten so viel Geld zusammen, wie sie gerade auftreiben konnten, und schickten es an Leyer, der kurz darauf vorschlug, die Kinder wieder in die Obhut ihrer Mutter zurückzugeben. Just in dem Moment, als Josephine hoffen konnte, ihre Kinder endlich wiederzusehen, tauchte Ende September 1816 Christoph von Stackelbergs Bruder Otto in Trautenau auf, um die Kinder endgültig nach Estland zu bringen.
Marie-Elisabeth Tellenbach glaubt Indizien dafür gefunden zu haben, dass Beethoven und Josephine auch nach 1812 noch sporadisch direkt oder indirekt miteinander Kontakt hatten. Belegt ist mittlerweile, dass sowohl Josephine als auch Beethoven sich im Sommer 1816 in Baden aufhielten, wo sie sich getroffen haben könnten. Es scheint, dass sie auch planten, im Herbst 1816 einige Wochen gemeinsam im norddeutschen Kurort Bad Pyrmont zu verbringen. Josephine war am 3. August vom Österreichischen Staatsrat ein Reisepass „in das Bad zu Pirmont“ bewilligt worden und Beethoven notierte, ebenfalls im August 1816, in sein Tagebuch: „nicht nach P – t, sondern mit P. – abreden, wie es am besten zu machen sey.“ „P.“ könnte die Abkürzung für „Pepi“, den Kosenamen Josephines, gewesen sein.

## Das Ende
Ende 1819 kam Christoph von Stackelberg nochmals nach Wien und brachte nun endlich auch die entführten Kinder mit, damit Josephine sie noch einmal sehen konnte. Über die nun sechs Jahre alte Minona schrieb Therese später in ihren Memoiren: „Merkwürdig hatte sich das Kind entwickelt. Ohne schön zu sein, war sie stark und imponierte dermaßen ihren älteren Schwestern, daß wir sie immer die Gouvernante nannten. Es zeigte sich auch später, daß sie das meiste Genie unter den Schwestern hatte.“ Josephine ließ die Kinder ruhig ziehen. Sie wusste, dass sie der Last, auch diese Kinder zu erziehen, nicht mehr gewachsen war.
Josephines Leben endete in zunehmenden Leiden, zeitweiligen finanziellen Engpässen und Einsamkeit. Zum Entsetzen der bettlägerigen Mutter gingen die beiden Söhne Fritz und Carl aus der Ehe mit Deym zum Militär, die zweite Deym-Tochter Sephine war zu den Englischen Fräulein nach St. Pölten gegangen, die drei Töchter aus der Ehe mit Stackelberg befanden sich in dessen Heimat, Schwester Therese verließ Josephine, Bruder Franz weigerte sich, weiteres Geld zu schicken, und Mutter Anna beschuldigte sie, an ihrem Unglück selbst schuld zu sein.
Am 31. März 1821 starb Josephine Gräfin von Brunsvik; sie wurde auf dem Währinger Ortsfriedhof bei Wien in einem eigenen Grab beigesetzt. Dass ihr von der Familie ein Gedenkstein verweigert wurde, ist eine Erfindung Tellenbachs, die von mehreren Autoren unkritisch übernommen wurde. Im selben Jahr komponierte Beethoven seine letzten beiden Klaviersonaten op. 110 (ungewidmet) und op. 111 (in Österreich Erzherzog Rudolf, in England Antonie Brentano gewidmet). Beide Sonaten werden – unter anderem aufgrund der Bezüge zum Andante favori – von den Musikwissenschaftlern Marie-Elisabeth Tellenbach und Harry Goldschmidt als Requiemsonaten für Josephine interpretiert, wobei Tellenbach den Schwerpunkt auf op. 110, Goldschmidt dagegen auf op. 111 legt. Genau sechs Jahre später wählten Breuning und Schindler ebenfalls auf dem Währinger Friedhof, „wo er stets gern weilte“, eine Grabstätte für Beethoven. Am 16. Oktober 1909 wurden die sterblichen Überreste Josephine Brunsviks (und ihrer beiden Kinder Victoire und Friedrich Deym von Střítež) exhumiert und in eine heute unbekannte Gruft auf dem Familiengut der Brunsviks in Nemyšl transferiert.
Jahrzehnte nach Josephines Tod notierte deren Schwester Therese als Siebzigerin in ihrem Tagebuch: „Beethoven! ist es doch wie ein Traum, dass er der Freund, der Vertraute unseres Hauses war – ein herrlicher Geist! warum nahm ihn meine Schwester Josephine nicht zu ihrem Gemahl als Witwe Deym? Sie wäre glücklicher geworden als mit St[ackelberg]. Mutterliebe bestimmte sie – auf eigenes Glück zu verzichten“; und sie erinnerte sich: „ich glückliche hatte Beethovens intimen, geistigen Umgang so viele Jahre! Josephines Haus- und Herzensfreund! Sie waren für einander geboren und lebten beide noch, hätten sie sich vereint.“

## Spuren in der Musik?
Offiziell hat Beethoven Josephine Brunsvik/Deym von Stritetz nur ein einziges Werk gewidmet, das sie sich auch noch mit ihrer Schwester Therese Brunsvik zu teilen hat: die Sechs Variationen über „Ich denke Dein“ WoO 74 für Klavier. Würde man daher die „offiziellen“ Werkwidmungen Beethovens zum einzigen Maßstab seiner Wertschätzung erheben, sähe sich Josephine Brunsvik/Deym von Stritetz nachlässiger behandelt als die meisten peripheren Frauengestalten in Beethovens Leben. Es war nicht zuletzt das fast völlige Fehlen offizieller Widmungen, das – neben einer Reihe von Vertuschungen und Dokumentenvernichtungen durch die Familie Brunsvik – erheblich dazu beitrug, dass Josephine Brunsvik/Deym von Stritetz die längste Zeit in der Beethovenbiographik nahezu inexistent war.
Dies änderte sich erst, als Anfang der 1970er Jahre die grundlegende musikologische Studie des französischen Ehepaars Brigitte und Jean Massin erschien: Vor allem in dem für Josephine geschriebenen „lyrischen Menuett“, dem Andante favori WoO 57, dessen biographischer Stellenwert erst durch die Veröffentlichung der vierzehn Liebesbriefe an Josephine in den fünfziger Jahren manifest geworden war („– hier  ihr – ihr  – Andante – “), glauben sie eine semantische Chiffre für „Jo-se-phi-ne“ gefunden zu haben. Dieser Ansatz, der auch die Musik als biographisches Dokument erschließen will, wurde in der Folgezeit von Harry Goldschmidt und Marie-Elisabeth Tellenbach weiter ausgebaut. Metamorphosen des „lyrischen Menuetts“ – und damit Bezüge zu Josephine – glauben sie im Gesamtwerk Beethovens über Jahrzehnte hindurch bis ins Spätwerk nachweisen zu können.
Im Einzelnen sehen sie im Bereich der Instrumentalmusik Spuren des „lyrischen Menuetts“ u. a. in folgenden Werken:
- aus Josephine Deym von Stritetz’ Witwenzeit: Klaviersonate Nr. 22 F-Dur (I. Satz), op. 54; Violinkonzert D-Dur, op. 61 (II. Satz); Klaviersonate Nr. 23 f-Moll („Appassionata“), op. 57 (I. Satz)
- aus der Zeit zwischen 1807 und 1812: „Quartetto serioso“ f-Moll, op. 95 (III. und IV. Satz)
- aus der Zeit nach 1812: Violinsonate G-Dur, op. 96 (I. Satz); Klaviersonate Nr. 29 B-Dur („Hammerklaviersonate“), op. 106 (II. Satz); Klaviersonate Nr. 31 As-Dur, op. 110 (I. Satz); Klaviersonate Nr. 32 c-Moll, op. 111 (II. Satz: „Arietta“); „Diabellivariationen“ C-Dur, op 120 (33. Variation: „Tempo di Menuetto“) und schließlich in den „Bagatellen“ op. 126 (Nr. 3 und Nr. 6, beide Es-Dur)

Im Bereich der Vokalmusik sehen sie biographische Bezüge zu Josephine Brunsvik/Deym von Stritetz u. a. in folgenden Werken:
- in der Oper Leonore, op. 72 (dem späteren Fidelio); dem Liederzyklus An die ferne Geliebte, op. 98 und u. a. den Liedern An die Hoffnung op. 32/ op. 94; Als die Geliebte sich trennen wollte, WoO 132; Resignation, WoO 149 sowie Abendlied unterm gestirnten Himmel, WoO 150.

So durchgehend scheinen die Bezüge zu sein, dass Brigitte Massin zusammenfassend von der „Permanenz Josephines in Beethovens Werk“ spricht.